# Lepadella minoruoides
Lepadella minoruoides är en hjuldjursart som beskrevs av Koste och Robertson 1983. Lepadella minoruoides ingår i släktet Lepadella och familjen Lepadellidae. Inga underarter finns listade i Catalogue of Life.